# Flemingia chappar
Flemingia chappar är en ärtväxtart som beskrevs av George Bentham. Flemingia chappar ingår i släktet Flemingia och familjen ärtväxter. Inga underarter finns listade i Catalogue of Life.